# Liste der Kulturgüter in Brissago
Die Liste der Kulturgüter in Brissago enthält alle Objekte in der Gemeinde Brissago im Kanton Tessin, die gemäss der Haager Konvention zum Schutz von Kulturgut bei bewaffneten Konflikten, dem Bundesgesetz vom 20. Juni 2014 über den Schutz der Kulturgüter bei bewaffneten Konflikten sowie der Verordnung vom 29. Oktober 2014 über den Schutz der Kulturgüter bei bewaffneten Konflikten unter Schutz stehen.
Objekte der Kategorien A und B sind vollständig in der Liste enthalten, Objekte der Kategorie C fehlen zurzeit (Stand: 1. Januar 2023).

## Kulturgüter
| Foto | | Objekt | Kat. | Typ | Standort                           | Beschreibung |
| ---- | --- | --- | ---- | --- | ---------------------------------- | ------------ |
| ja   | Datei hochladen · Wikidata zu Haus Baccalà (Q29527102)                                                                     | Casa Baccalà KGS-Nr.: 05339 | A    | G   | Via Pioda 5 698403 / 108332        |              |
| ja   | Datei hochladen · Wikidata zu Kirche Madonna del Ponte (Q3674074)                                                          | Kirche Madonna del Ponte / Chiesa della Madonna del Ponte KGS-Nr.: 05340 | A    | G   | Via Valmara 7 697926 / 107512      |              |
| ja   | Datei hochladen · Wikidata zu Wallfahrtskirche Santa Maria Addolorata del Sacro Monte di Brissago, mit Kreuzweg (Q3944695) | Wallfahrtskirche Santa Maria Addolorata del Sacro Monte di Brissago, mit Kreuzweg / Chiesa Santuario di Santa Maria Addolorata del Sacro Monte, con Via Crucis KGS-Nr.: 05341 | A    | G   | Via Sacro Monte 19 697944 / 108530 |              |
| ja   | Datei hochladen · Wikidata zu Insel, kantonaler botanischer Garten (Park, Haus, Ruine) (Q29527112)                         | Insel, kantonaler botanischer Garten (Park, Haus, Ruine) / Isole, Parco botanico del cantone (Parco, casa, rovina) KGS-Nr.: 05342                                             | A    | G   | Isole 1 700241 / 109851            |              |
| ja   | Datei hochladen · Wikidata zu Museum Leoncavallo (Q27479900)                                                               | Museo Leoncavallo KGS-Nr.: 08625 | A    | S   | Via Pioda 5 698398 / 108336        |              |
| ja   | Datei hochladen · Wikidata zu Isola di Sant’Apollinare (Q14566756)                                                         | Mittelalterliche Kirchenruine Sant’Appollinare / Ruderi della chiesa medievale di Sant’Appollinare KGS-Nr.: 10519                                                             | A    | F   | Isole di Brissago 700284 / 110092  |              |
| ja   | Datei hochladen · Wikidata zu Pfarrkirche Santi Pietro e Paolo (Q3668347)                                                  | Pfarrkirche Santi Pietro e Paolo / Chiesa parrochiale Santi Pietro e Paolo KGS-Nr.: 05343                                                                                     | B    | G   | Via ai Cipressi 698327 / 108244    |              |